# Vaľkovňa
Vaľkovňa es un municipio del distrito de Brezno en la región de Banská Bystrica, Eslovaquia, con una población estimada a final del año 2024 de 402 habitantes.
Se encuentra ubicado al noreste de la región, cerca del curso alto del río Hron —un afluente izquierdo del Danubio— y de la frontera con las regiones de Žilina y Prešov.

## Demografía
| Año        | 1994 | 2004     | 2014     | 2024    |
| ---------- | ---- | -------- | -------- | ------- |
| Población  | 282  | 337      | 422      | 402     |
| Diferencia |      | +19,50 % | +25,22 % | −4,73 % |

| Año        | 2023 | 2024    |
| ---------- | ---- | ------- |
| Población  | 412  | 402     |
| Diferencia |      | −2,42 % |